# Флемлінген
Флемлінген (нім. Flemlingen) — громада в Німеччині, розташована в землі Рейнланд-Пфальц. Входить до складу району Південний Вайнштрассе. Складова частина об'єднання громад Еденкобен.
Площа — 3,87 км2. Населення становить 398 ос. (станом на 31 грудня 2020).